# Jörg Jacob
Jörg Jacob (* 16. Oktober 1964 in Glauchau) ist ein deutscher Schriftsteller.

## Leben
Jörg Jacob wurde 1964 in Glauchau in Sachsen geboren. Nach einer Ausbildung zum Polsterer arbeitete er in Handwerksbetrieben, am Fließband, in der Gastronomie, als Hilfspfleger und als Mitarbeiter einer Begegnungsstätte für Kunst und Kultur. Jacob absolvierte sein Abitur an einem Abendgymnasium und studierte am Deutschen Literaturinstitut in Leipzig.
Nach Veröffentlichungen von Kurzgeschichten in namhaften Anthologien und Zeitschriften erschien 2006 sein Romandebüt. Jörg Jacob erhielt verschiedene Auszeichnungen und Stipendien, unter anderem den Gellert-Preis für seinen Roman „Das Vineta-Riff“ und ein mehrmonatiges Aufenthaltsstipendium der Kulturstiftung der Länder für die Villa Decius in Krakau.

## Auszeichnungen
- 1999: Literaturstipendium der Stadt Leipzig und 1. Preis des MDR-Literaturwettbewerbes
- 2002: Arbeitsstipendium des Sächsischen Staatsministerium für Wissenschaft und Kunst
- 2003: Arbeitsstipendium der Kulturstiftung Sachsen
- 2005: 1. Literaturpreis des Freien Deutschen Autorenverbandes
- 2006: Aufenthaltsstipendium der Kulturstiftung der Länder für die Villa Decius/Krakau
- 2006: Gellert-Preis
- 2007: Arbeitsstipendium Kulturstiftung Sachsen
- 2008: Aufenthaltsstipendien Ventspils House, Lettland  und Studios International, Künstlerhaus Denkmalschmiede Höfgen
- 2009: Aufenthaltsstipendium  At-Home-Gallery Sommerein, Slowakei
- 2010: Aufenthaltsstipendium im Kommunikations- und Kulturzentrum Memel, Litauen
- 2023: Johann-Gottfried-Seume-Literaturpreis (für Aus der Stadt und über den Fluss: Zwölf Versuche über das Gehen)[1]

## Werke
- Das Vineta-Riff. Mitteldeutscher Verlag, Halle 2006, ISBN 3-89812-362-6.
- Fluten. Mitteldeutscher Verlag, Halle 2009, ISBN 978-3-89812-630-4.
- Aus der Stadt und über den Fluss: Zwölf Versuche über das Gehen. Connewitzer Verlagsbuchhandlung, Leipzig 2022, ISBN 978-3-948814-04-5.